# Jesús al Nou Testament

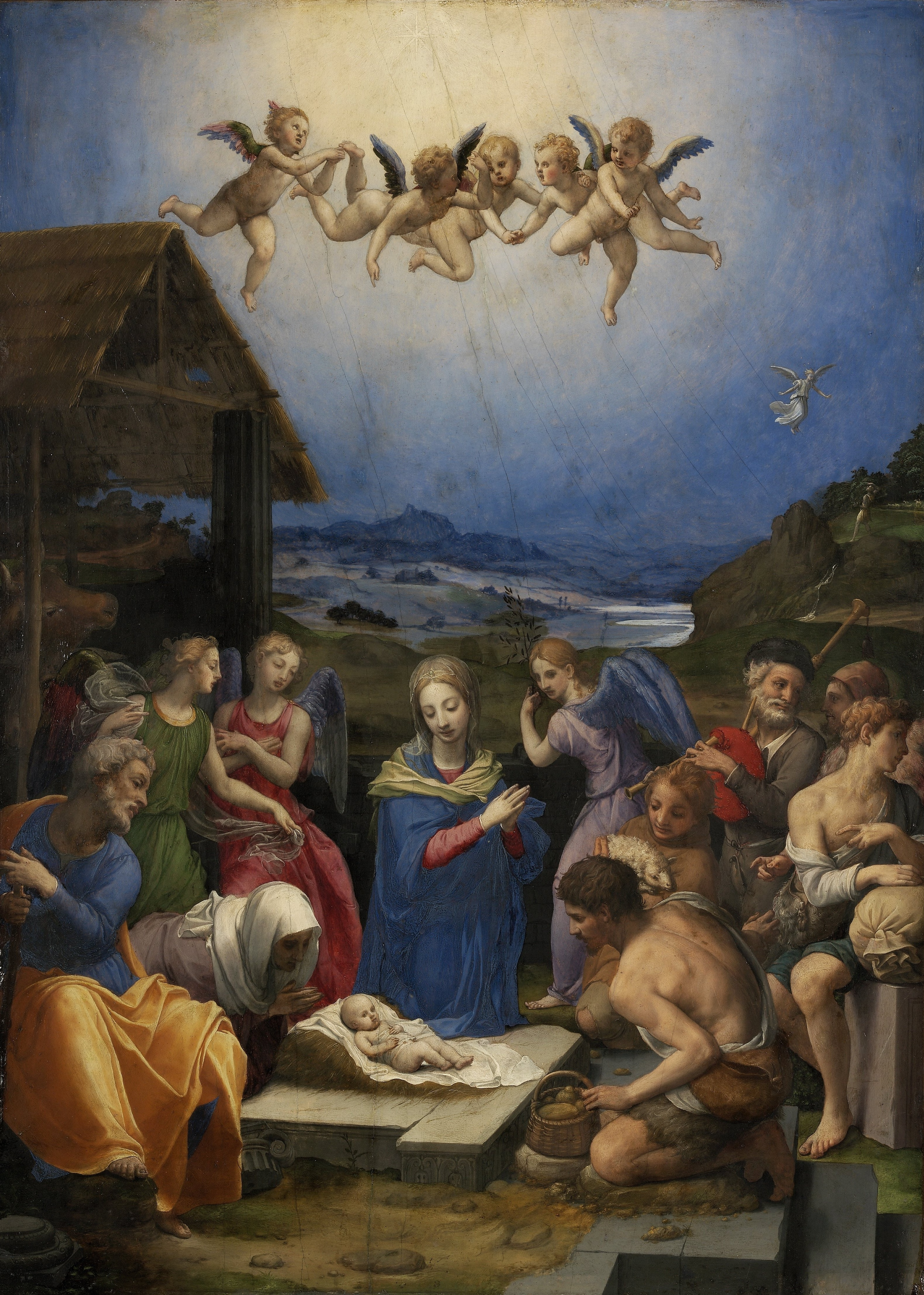
L'adoració dels pastors, per Bronzino

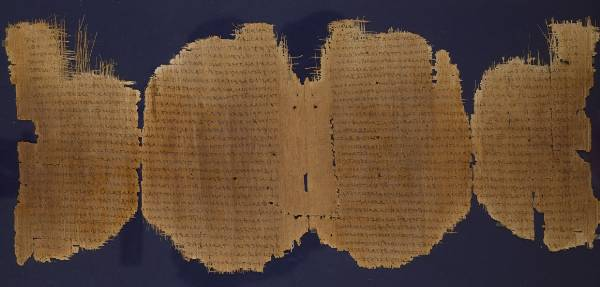
Fragment d'un papir grec del de l'Evangeli segons Lluc que es discuteix

Els quatre evangelis canònics (Mateu, Marc, Lluc, i Joan) són les principals fonts de la biografia de Jesús de Natzaret, però hi ha altres parts del Nou Testament, com les Epístoles Paulines, que probablement foren escrites dècades abans que els evangelis i que també inclouen episodis de la seva vida, com el Sant Sopar a 1 Co 11:23-25. Els Ac 10:37-38 i Ac 19:4 es refereixen als principis del ministeri de Jesús i l'anunci que en va fer Joan el Baptista abans del seu ministeri. Ac 1:1-11 expliquen més coses sobre l'Ascensió de Jesús (també mencionada a 1 Tm 3:16 que el que mostren els evangelis canònics. Alguns dels primers cristians i dels grups gnòstics tenien altres descripcions de la vida i els ensenyaments de Jesús que no formen part del Nou Testaement com l'Evangeli de Tomàs, l'Evangeli de Pere i l'Apòcrif de Jaume entre altres. La majoria dels estudiosos consideren que aquests són més tardans i menys fiables que els evangelis canònics.

## Validesa dels evangelis
Els evangelis canònics són quatre relats, cadascun escrit per un autor diferent. El de Marc va ser escrit al 60-75 dC, el de Mateu al 65-85 dC, el de Lluc al 65-95 dC i el de Joan al 75-100 dC). Es diferencien en el seu contingut i en l'ordenament que fan dels esdeveniments.
Els de Mateu, Marc i Lluc es coneixen com els Evangelis sinòptics perquè del grec σύν (syn "tots junts") and ὄψις (opsis "s'han de mirar"). Són similars pel que fa al contingut, la disposició narrativa, el llenguatge i l'estructura dels paràgrafs. Els estudiosos estan d'acord que no és possible trobar una relació directa entre els Evangelis sinòptics i l'Evangeli de Joan. Mentre que el flux d'alguns esdeveniments, com el Baptisme de Jesús, la Transfiguració de Jesús, la Crucifixió de Jesús i la interacció amb els apòstols tenen similituds entre els sinòptics, esdeveniments com la Transfiguració de Jesús no apareixen a l'Evangeli segons Joan, que també difereix en altres coses, com la Purificació del Temple.
La majoria dels estudiosos coincideixen que Mateu i Lluc es van inspirar en l'Evangeli segons Marc, tot i que també expliquen algunes coses que no apareixen a l'Evangeli segons Marc. Per explicar això molts estudiosos creuen que a més de Marc hi havia una altra font, habitualment anomenada Font Q, que va ser utilitzada per ambdós autors.
Segons el punt de vista majoritari, els evangelis sinòptics són les principals fonts d'informació històrica de Jesús. Tanmateix, no tot el que hi fugura en els evangelis del Nou Testament es considera històricament fiable. Els element d'autenticitat històrica que es discuteixen inclouen la Nativitat de Jesús, la Resurrecció de Jesús, l'Ascensió de Jesús, alguns Miracles de Jesús i el judici del Sanedrí, entre d'altres. Les opinions sobre els evangelis van des dels qui els consideren infal·libles per explicar la vida de Jesús fins als qui consideren que no tenen cap credibilitat històrica.
En general, els autors del Nou Testament van mostrar poc interès a elaborar una cronologia absoluta de Jesús o llibar els episodis de la seva vida amb els esdeveniments històrics del seu temps. Com s'indica a Joan 21:25, els evangelis no pretenen proporcionar una llista exhaustiva dels esdeveniments de la vida de Jesús. Es van escriure principalment per a ser documents teològics en el context del cristianisme primitiu, amb la incorporació d'elements cronològics de manera secundària. Una manifestació dels evangelis com a documents teològics més que com a cròniques històriques és que dediquen aproximadament una tercera part del seu contingut a tan sols set dies, és a dir, a l'última setmana de la vida de Jesús a Jerusalem, el període anomenat la Passió de Jesús. Encara que els evangelis no proporcionen detalls suficients per satisfer les demandes dels historiadors moderns, és possible extreure'n un quadre general de la història de la vida de Jesús.
Els evangelis són una sèrie de discursos de Jesús en determinades ocasions, com el Sermó de la muntanya o el discurs de comiat. També inclou més de 30 paràboles incorporades en diversos moments del relat, sovint per a tractar temes relacionats amb els sermons. Els miracles realitzats per Jesús constitueixen una gran part dels evangelis. En Marc, el 31 per cent del text està dedicat als miracles de Jesús. Les descripcions dels evangelis sobre els miracles de Jesús sovint estan acompanyades dels records sobre els seus ensenyaments.

## Vida familiar
D'acord amb els evangelis Jesús nasqué a Betlem, fill de Maria, una verge que va concebre per l'Esperit Sant. L'evangeli de Lluc conté un relat de la visitació de l'àngel Gabriel a Maria, per dir-li que havia estat escollida per a portar al món al fill de Déu. Els catòlics anomenen aquest esdeveniment "L'Anunciació". Josep, el promès de Maria, només és esmentat durant les històries de la infantesa de Jesús, i es creu, a partir dels relats, que va morir abans del començament del ministeri de Jesús. Jesús va ser circumcidat com qualsevol altre nadó jueu.
Marc 6:3 (i altres passatges de Mateu i Lluc) diu que Jesús era "fill de Maria i germà de Jaume, Josep, Judes i Simó", i també diu que tenia germanes. Flavi Josep, l'historiador jueu, i Eusebi l'historiador cristià es refereixen a Jaume el Just com a germà de Jesús. No obstant això, Sant Jeroni va argumentar que eren cosins de Jesús, la qual cosa és possible per la traducció del mot grec per a "germà". Aquesta interpretació, però, està basada en la tradició catòlica i ortodoxa de la virginitat perpètua de Maria, la qual no tindria cap altre fill biològic després de Jesús. L'evangeli de Lluc diu que Maria era parenta d'Elisabet, mare de Joan el baptista (Lluc 1:36), però no diu de quina manera estaven emparentades.
La llar de la infantesa de Jesús fou la ciutat de Natzaret de la regió de la Galilea. Després de la fugida cap a Egipte per escapar de la massacre dels nens innocents d'Herodes, Jesús va viure a Israel. Només hi ha un esdeveniment de la seva infantesa registrat als evangelis canònics: el viatge cap a Jerusalem quan tenia dotze anys, que es refereix a la seva precocitat i autoritat intel·lectual davant les autoritats religioses jueves.
Per la majoria dels cristians només el naixement virginal i l'encarnació són les doctrines més importants de la fe del període de la infantesa de Jesús fins al començament del seu ministeri. Els musulmans també creuen en el naixement virginal, encara que no creuen en el seu propòsit com a messies o redemptor de la humanitat. Els no cristians no accepten aquestes doctrines, considerant-les mitològiques o fins i tot que són un indicador de què va ser concebut fora del matrimoni.

## Vida adulta

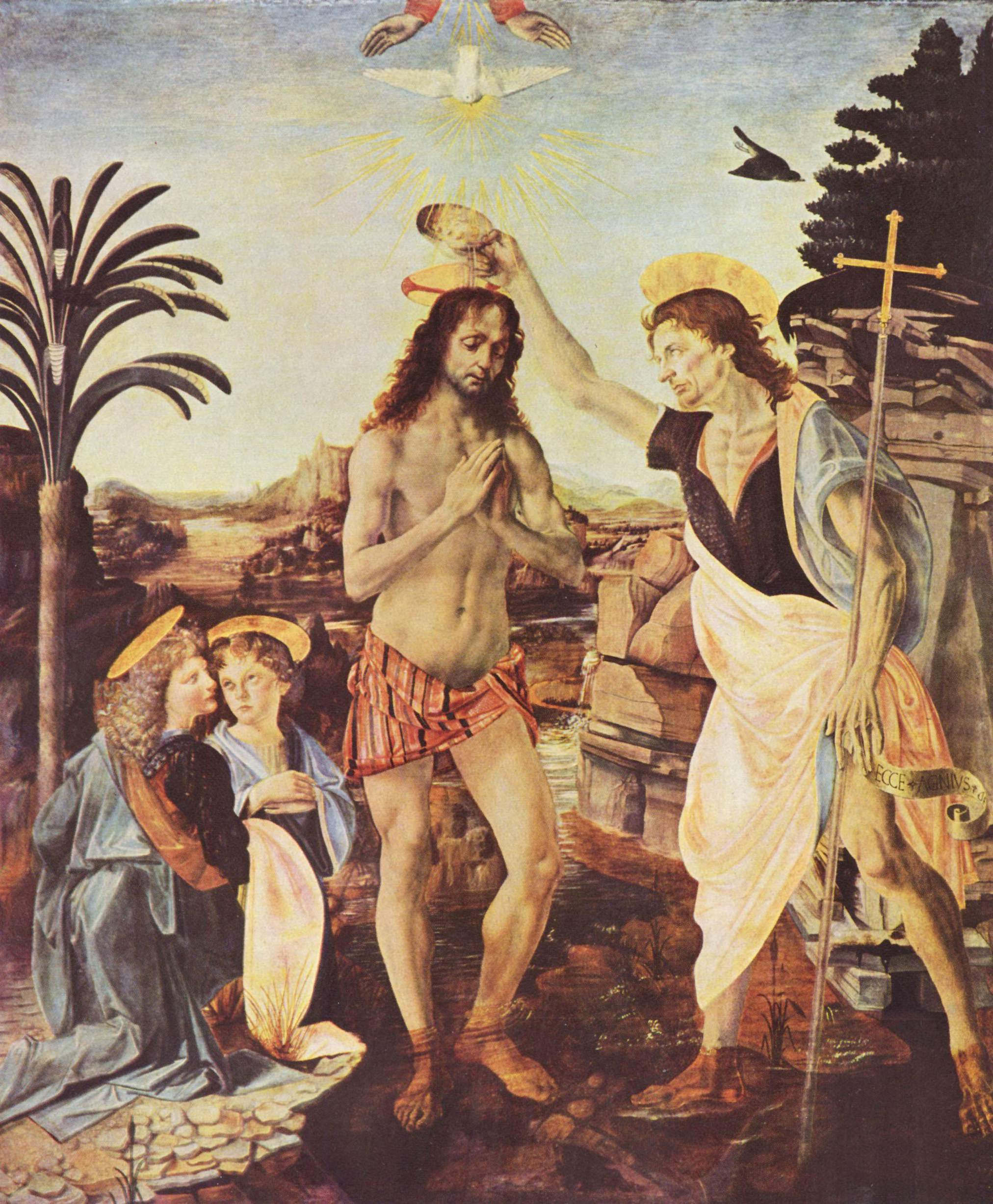
El baptisme, per Leonardo da Vinci

L'activitat de Jesús es va concentrar principalment a la regió de Galilea, sobretot a Cafarnaüm. D'acord amb les creences cristianes, després d'haver estat batejat pel seu parent Joan el baptista Jesús va retirar-se al desert, on el va visitar el dimoni (temptació de Crist). Després va començar el seu ministeri públic. Segons l'evangeli de Lluc, tenia 30 anys. Jesús va utilitzar diversos mètodes en els seus ensenyaments, com ara les paràboles i les metàfores. Sovint, ensenyava "Penediu-vos, que el regne de Déu s'ha apropat". Un dels seus ensenyaments més importants va ser el Sermó de la Muntanya, el qual conté les Benaurances i la història del Fill Pròdig. Jesús va tenir deixebles, dels quals 12 van ser els seguidors més importants i escollits directament per ell. A aquests 12 deixebles se'ls anomena apòstols. D'acord amb el Nou Testament Jesús va realitzar nombrosos miracles durant el seu ministeri. Segons els evangelis va expulsar dimonis i guarir malalties i fins i tot tornà a la vida a una noia i al seu amic Llàtzer.
Jesús sovint s'oposava als religiosos jueus, principalment als fariseus i saduceus. Els seus ensenyaments castigaven els fariseus pel seu legalisme i hipocresia, encara que tenia seguidors fariseus com ara Nicodem. La seva predicació incloïa el perdó dels pecats, vida després de la mort, i la resurrecció del cos. Jesús també va ensenyar sobre el final dels temps i el final del món.
Segons la tradició, Jesús va predicar per un període de tres anys, però no s'esmenta la duració del seu ministeri a cap evangeli, i algunes interpretacions suggereixen un període més curt.

## Mort i resurrecció

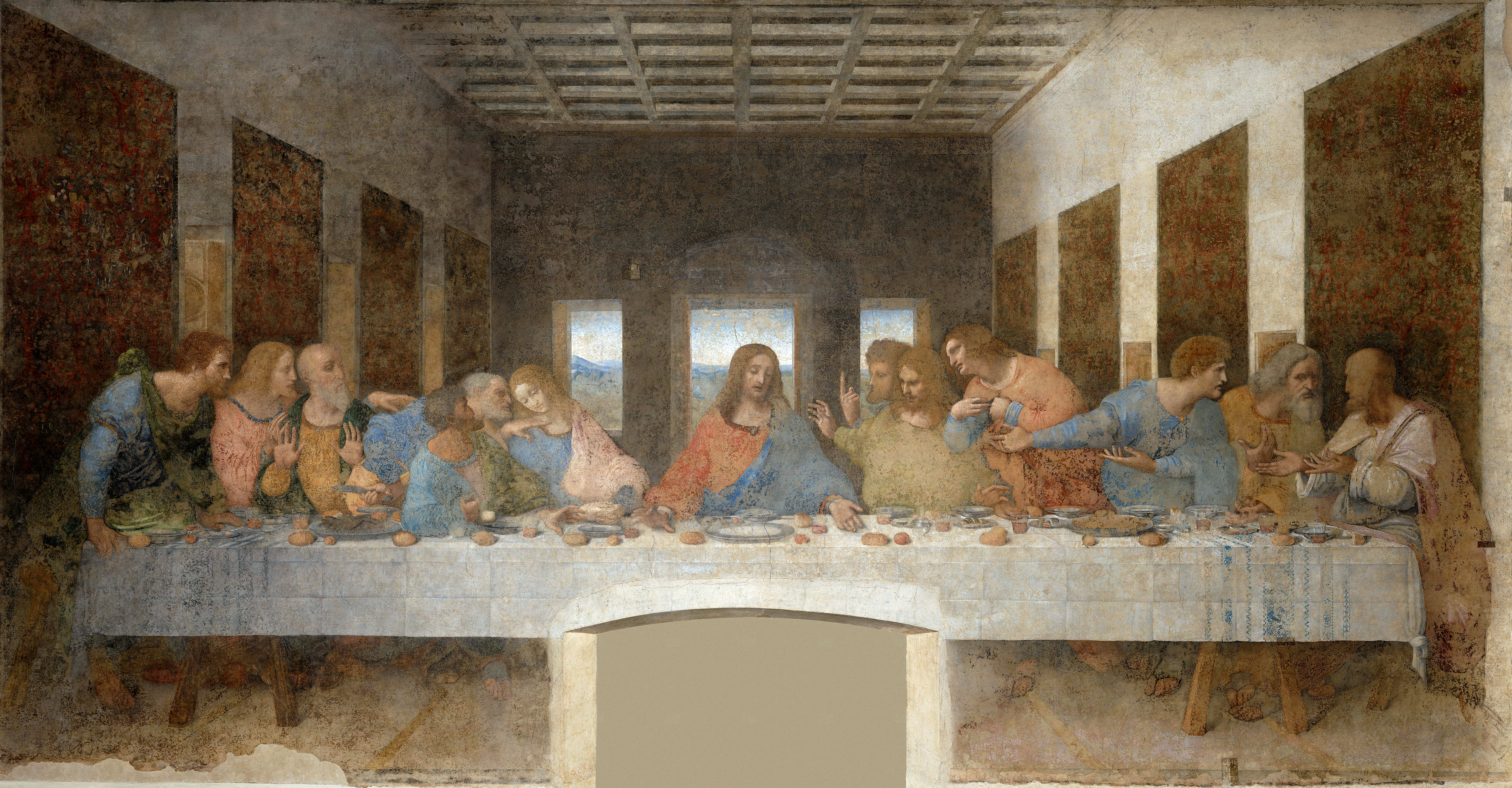
L'últim sopar, per Leonardo da Vinci

La seva vinguda a la terra, d'acord amb els ensenyaments cristians, va tenir un sol propòsit: morir en la creu pels pecats de la humanitat, esdeveniment que és el fonament i centre de la teologia cristiana, i que Jesús mateix anunciaria en diverses ocasions als seus deixebles durant el seu ministeri. De fet, la major part del contingut dels evangelis són relats sobre els últims 7 dies del seu ministeri, i principalment sobre la seva traïció i crucifixió. Els evangelis s'estenen molt i donen gran importància a l'episodi de la Passió de Jesús per raons estrictament teològiques. Presenten a Déu, que tot i poder evitar-ho, pateix per la humanitat. D'acord al Nou Testament Jesús va entrar a Jerusalem durant la setmana de la celebració de la Pasqua, la qual planejava celebrar amb els seus 12 deixebles. Els seus ensenyaments van causar controvèrsia entre els fariseus que van buscar l'oportunitat per assassinar-lo. Va ser traït per un dels seus deixebles, Judes Iscariot.
Jesús va ser acusat de blasfèmia davant el Sanedrí jueu, sota pena de mort. D'acord amb les lleis romanes d'aleshores, els jueus no podien executar a cap home, i per tant, el van lliurar als romans, sota el càrrec de sedició, ja que deia ser "Rei" dels jueus. El càstig per a la sedició era la mort per crucifixió, però, d'acord als evangelis, el governador romà Ponç Pilat va determinar que Jesús no era pas culpable del crim i el va enviar a Herodes, el qual també el va declarar innocent. Atès que era un costum durant la festa de la Pasqua que el governador alliberés un presoner, Pilat va oferir a la multitud deixar lliure Jesús o Barrabàs. La multitud va demanar la mort de Jesús, i Pilat es rentà les mans, declarant que era innocent de la injustícia de llur decisió.
Els quatre evangelis diuen que Pilat va ordenar que Jesús fos crucificat amb un rètol sobre la creu (anomenat en llatí: titulus crucis), el qual deia "Jesús de Natzaret, Rei dels Jueus" (Iesus Nazarenus Rex Iudaeorum, l'acrònim del qual és INRI). Els evangelis diuen que després de la seva mort sobre la creu, els seus seguidors van prendre el seu cos i el van enterrar dins d'una tomba buida. D'acord als quatre evangelis canònics, Jesús va ressuscitar dels morts al tercer dia després de la seva crucifixió. Aquest esdeveniment és considerat la doctrina més important de la fe cristiana.